# ماکی‌ها (پیشتازان فضا)
در دنیای علمی-تخیلی «پیشتازان فضا»، ماکی‌ها (انگلیسی: Maquis) یک گروه شبه‌نظامی و تروریستی در قرن ۲۴ هستند (مانند گروه شبه‌نظامی ماکی که در جنگ جهانی دوم در مقاومت فرانسه و ماکی اسپانیا که در جنگ داخلی اسپانیا پدیدار شدند). این گروه در قسمت دو قسمتی "The Maquis" از سریال تلویزیونی «پیشتازان فضا: عمق فضای نهم» معرفی می‌شود و بر پایه داستانی که در قسمت "Journey's End" از «پیشتازان فضا: نسل بعدی» معرفی شده بود، ساخته شده است و در قسمت‌های بعدی این دو سریال و همچنین «پیشتازان فضا: وویجر» ظاهر می‌شوند. داستان ماکی‌ها زمانی آغاز شد که سه سریال تلویزیونی «پیشتازان فضا» که از سال ۱۹۸۷ تا ۲۰۰۱ پخش می‌شدند، در یک جهان علمی-تخیلی مشترک در آینده (دهه‌های ۲۳۶۰–۲۳۷۰) جریان داشتند. در نتیجه، داستان ماکی‌ها در چندین قسمت در هر سه سریال روایت شد. ماکی‌ها به ویژه در «پیشتازان فضا: وویجر» برجسته هستند، که در آن خدمه «اخترناوگان» و خدمه ماکی در طرف مقابل کهکشان سرگردان شده‌اند.
ماکی‌ها همچنین در کتاب‌های کمیک «The Maquis: Soldier of Peace» توسط «Malibu Comics» و در مجموعه کتاب‌های «The Badlands» توسط «Susan Wright» حضور دارند.
مفهوم ماکی‌ها توسط سازندگان «عمق فضای نهم» معرفی شد تا بتواند در سریال «وویجر» که قرار بود در سال ۱۹۹۵ پخش شود، نقشی ایفا کند. همان‌طور که «جری تیلور» اظهار داشت: «ما می‌دانستیم که می‌خواهیم یک عنصر یاغی در «وویجر» داشته باشیم، و این سریال شامل یک فضانورد می‌شود که هم افراد «اخترناوگان» و هم آن مبارزان آزادیخواه آرمان‌گرایی که فدراسیون آن‌ها را قانون‌شکن می‌دانست (یعنی ماکی‌ها) را در خود جای می‌دهد.» بنابراین، سازندگان «پیشتازان فضا» تصمیم گرفتند در چندین قسمت از «عمق فضای نهم» و «نسل بعدی» پیشینه‌ای برای ماکی‌ها ایجاد کنند و آن‌ها را به نام چریک‌های فرانسوی جنگ جهانی دوم نامگذاری کردند.
بر اساس داستان تخیلی دنیای «پیشتازان فضا»، ماکی‌ها در قرن ۲۴ پس از انعقاد یک پیمان صلح بین «فدراسیون متحد سیارات» و «اتحادیه کارداسیایی» تشکیل شدند. این پیمان باعث تغییر مرز منطقه غیرنظامی بین دو قدرت شد که در نتیجه آن فدراسیون چندین سیاره مستعمره خود را به کارداسیایی‌ها واگذار کرد. اگرچه به ساکنان این سیاره‌ها پیشنهاد جابجایی رایگان به مکان‌های دیگر در قلمرو فدراسیون داده شد، برخی اصرار داشتند که در سیارات واگذار شده باقی بمانند و عملاً تابع اتحادیه کارداسیایی شدند که با آن‌ها رفتار خصمانه‌ای داشت. برخی از این ساکنان متعاقباً ماکی‌ها را تشکیل دادند تا از خود در برابر تجاوز کارداسیایی محافظت کنند، زیرا فدراسیون از ترس نقض پیمان صلح با کارداسیایی‌ها و آغاز جنگ، از ارائه حمایت رسمی خودداری می‌کرد.